# Equipos ciclistas españoles en 2010
Equipos ciclistas españoles en 2010, se refiere a la relación de equipos ciclistas profesionales españoles de la modalidad de ciclismo en ruta en la temporada 2010.
Respecto a la temporada anterior nació el equipo Caja Rural encuadrado en la categoría Continental pero por el contrario desapareció el Contentpolis-AMPO. Además, el equipo Fuji-Servetto (antiguo Saunier Duval y Scott-American Beff) pasó a denominarse Footon-Servetto y el Burgos-Monumental pasó a denominarse Burgos 2016-Castilla y León.

## Equipos

### Equipos UCI ProTeam
- Caisse d'Epargne
- Euskaltel-Euskadi
- Footon-Servetto

### Equipos Profesionales Continentales
- Andalucía-CajaSur
- Xacobeo Galicia

### Equipos Continentales
- Burgos 2016-Castilla y León
- Caja Rural
- Orbea

## Clasificaciones UCI
El mejor equipo español durante esa temporada fue el Caisse d'Epargne en la 9ª posición. El siguiente fue el Euskaltel-Euskadi 13º y ya los demás acabaron por debajo del 20º.
En las clasificaciones de los Circuitos Continentales UCI el Burgos 2016-Castilla y León tuvo una destacada actuación en el UCI America Tour al acabar 7º, mientras el Xacobeo Galicia fue el mejor en el UCI Europe Tour en la posición 24ª.

### UCI World Ranking
| Posición | Equipo            |
| 9º       | Caisse d'Epargne  |
| 13º      | Euskaltel-Euskadi |
| 21º      | Xacobeo Galicia   |
| 29º      | Footon-Servetto   |
| 32.º     | Andalucía-CajaSur |

### Circuitos Continentales UCI

#### UCI America Tour
| Posición | Equipo                      |
| 7º       | Burgos 2016-Castilla y León |
| 23º      | Xacobeo Galicia             |
| 27º      | Caja Rural                  |

#### UCI Europe Tour
| Posición | Equipo                      |
| 24.º     | Xacobeo Galicia             |
| 30.º     | Andalucía-CajaSur           |
| 37.º     | Caja Rural                  |
| 57.º     | Burgos 2016-Castilla y León |
| 101.º    | Orbea                       |

#### UCI Oceania Tour
| Posición | Equipo          |
| 24º      | Xacobeo Galicia |